# Štefan III. Moldavski
Štefan III. Moldavski, poznan kot Štefan Veliki (romunsko Ștefan cel Mare), moldavski knez, * med 1433 in 1440, † 2. julij 1504, Suceava.
Štefan Veliki, vladar iz dinastije Bogdan-Mușat, je poznan po neumornem bojevanju za samostojnost kneževine Moldavije. S svojim dolgim, odločnim in spretnim vladanjem (1457-1504) je kneževini zagotovil notranjo stabilnost in v bojih z osmanskimi Turki zunanjo prepoznavnost. Vzpodbudil je zidavo cerkva in samostanov, ki dajejo danes s samosvojo arhitekturo in poslikavo moldavski pokrajini značilen kulturni pečat.
Prvih 13 let je Štefanovo vladanje ogrožal njegov predhodnik in tekmec Peter Aron, ki je skušal s pomočjo ogrskega kralja Matije Korvina ponovno priti na prestol. Štefan se je povezal s poljskim kraljem Kazimirjem IV., s katerim sta imela skupen interes v varovanju trgovske poti po Dnestru v Črno morje. Lojalnost Turkov si je Štefan v tem času zagotovil s plačevanjem davka. Leta 1465 je iztrgal s turško pomočjo iz ogrskih rok pomembno trdnjavo-pristanišče v delti Donave
, Kilijo. Po Aronovi smrti je leta 1473 Turkom nehal plačevati davek, se povezal z Matijo Korvinom in se začel boriti proti sultanu Mehmedu II., ki je bil leta 1456 zavzel Konstantinopel in prodiral na Balkan. Leta 1475 je z zvito taktiko v bitki pri Vaslui-ju premagal mnogo številčnejšo turško vojsko, a se je moral že naslednje leto, po porazu pri kraju Valea Albă (v komuni Războieni), umakniti na Poljsko. Ker pa Mehmed II., ki je tedaj vodil vojsko osebno, ni mogel zavzeti najpomembnejših moldavskih trdnjav, se je Štefan kmalu lahko vrnil iz pregnanstva.
Štefan si je zaman prizadeval, da bi za boj proti Turkom pridobil pomoč iz krščanske Evrope. Zavezništvo sosednje kneževine Vlaške si je skušal zagotoviti tako, da je večkrat vdrl vanjo in na njeno čelo postavil svojega človeka, a so Turki vsakokrat na vlaški prestol vrnili prejšnjega vladarja ali prisilili novega, da jim je prisegel zvestobo. Ko so leta 1479 s Turki sklenili mir Benečani, Ogri in Poljaki, Štefanu ni preostalo drugega, kot da je Turkom obljubil, da bo spet plačeval davek. A tedaj je umrl sultan Mehmed II. (1481) in spor med njegovima sinovoma je Štefanu ponovno vzbudil upanje na uspeh; spet se je začel boriti. Vendar je bil prešibak. Novi sultan Bajazid II. je leta 1484 zavzel Kilijo in Moldavijo, njegov krimski vazal Mengli I. Geraj pa trdnjavo-pristanišče v ustju Dnestra Cetateo Albo (danes Bilgorod-Dnistrovski). Bajazid je zapustil Moldavijo šele, ko se mu je prišel Štefan poklonit osebno.
Po smrti Kazimirja IV. (1492) je nerazumevanje z novim poljskim kraljem Ivanom Albertom pripeljalo do hudega poljsko-moldavskega spora. Ivan Albert je z vojsko oblagal Štefanovo prestolnico Suceavo, ki pa je ni mogel zavzeti. Štefan je poljsko vojsko, ko se je vračala skozi Bukovino, pričakal v zasedi in jo večino uničil. Štefana je nasledil sin Bogdan III.

## Poreklo in prihod na oblast
Štefanovo rojstvo postavljajo zgodovinarji v čas med leti 1433 in 1440. Bil je sin moldavskega vladarja Bogdana II. (1449-51), ki ga je leta 1451 zahrbtno umoril sorodnik Peter IV./III. Aron. Ta je, potem ko se je znebil tekmeca Aleksandra II., zavladal Moldaviji.
Po očetovem umoru je Štefan dobil zatočišče pri ogrskem regentu Ivanu Hunyadiju in kasneje na Vlaškem. S pomočjo vlaškega kneza Vlada III. Tepeša se je spomladi 1457 vrnil v Moldavijo in v dveh bitkah premagal Petra Arona. Aron je zbežal na Poljsko, kjer je dobil zaščito poljskega kralja Kazimirja IV. 

## Prva leta vladanja. Utrjevanje oblasti
Štefan je takoj napadel Poljsko, a sta se že aprila 1459 s Kazimirjem sporazumela: Kazimir je Aronu odrekel gostoljubje; Štefan je (tako kot njegovi predhodniki) poljskemu kralju priznal suverenost; vladarja sta si obljubila podporo v primeru napada od zunaj. Aron je zapustil Poljsko in se zatekel na območje Seklov v ogrski Transilvaniji. Štefan je zato v letu 1461 večkrat vdrl v to območje, potem pa je Aron dobil zatočišče v Budimu pri ogrskem kralju Matiji Korvinu. Ta je Aronovo prisotnost izkoristil za pritisk na Štefana, saj si je prizadeval ponovno dobiti Moldavijo pod ogrski vpliv.
Štefan je nadaljeval s plačevanjem davka Turkom, ki ga je plačeval že njegov predhodnik, in si tako z njihove strani zagotovil mir. Naklonjenost je Turkom kazal sprva tudi s svojimi dejanji: izgnal je frančiškane, ki so v Moldaviji agitirali za katoliško vero in križarsko vojno proti Turkom. Zgodaj leta 1462 je napadel Vlaško, ker je Vlad III. začel vojno s Turki.
Marca 1462 je v Suceavi ponovno sklenil sporazum s Kazimirjem IV. in mu obljubil, da bo ponovno osvojil Kilijo, pomembno trdnjavo v delti Donave, ki je bila od leta 1448 v ogrskih rokah. Obvezo je skušal izpolniti že v juniju. 8 dni je skupaj s turško mornarico oblegal Kilijo, ki so jo branili ogrska posadka in 7.000 mož Vlada III. Štefan trdnjave tedaj ni osvojil; pri obleganju je bil resno ranjen, poškodba leve noge ga je potem spremljala vse življenje.
Štefan je znova prišel pred Kilijo januarja 1465, jo dva dni bombardiral, tretji dan pa se je ogrska posadka vdala. Ker je Kilijo zahteval zase tudi novi, od Turkov postavljeni vlaški knez Radu III., mlajši brat Vlada III., je trdnjava postala mesto stalnega konflikta med kneževinama. V počastitev zavzetja Kilije je dal Štefan naslednje leto zgraditi cerkev Marijinega zaspanja, ki je postala glavni objekt samostana Putna, posvečenega leta 1470. Poljaki so po dogovoru Štefanu prepustili trdnjavo Hotin na Dnestru.
Poleti 1467 so v sosednji Ogrski transilvanski stanovi sklenili, da se bodo z orožjem uprli povišanju davkov Matije Korvina. Štefan jim je obljubil pomoč. Ko pa je ogrski kralj dejansko prihrumel z vojsko v Transilvanijo, se stanovi niso borili. Kljub temu jih je Korvin strogo kaznoval in z vojsko prodrl globoko v Moldavijo (zavzel je mesta Baia, Bacău, Roman in Târgu Neamț). Potem pa je Štefan zbral vojsko in 15. decembra Korvina v bitki pri Baiji hudo porazil; ranjeni Matija je s pomočjo naklonjenih mu moldavskih plemičev komaj ušel z bojišča; še pred koncem leta so Štefanovi ljudje 60 Matijevih pristašev polovili in usmrtili.
Leto 1470 je bilo izredno razgibano. Februarja je Štefan napadel Vlaško ter razrušil dva najpomembnejša vlaška trgovska centra na Donavi, Brăila in Târgul de Floci. Avgusta so Tatari vdrli v Moldavijo, a jih je Štefan premagal v bitki pri Lipnici blizu Dnestra. Zgradil je novi trdnjavi Orheiul Vechi in Soroca. Vlaška vojska je brezuspešno oblegala Kilijo. Decembra pa je z najetimi sekelskimi četami iz Transilvanije vdrl v Moldavijo Štefanov tekmec Peter Aron. Štefan je očitno napad pričakoval in Arona premagal pri mestu Târgu Neamț. Aron je prišel v ujetništvo in bil skupaj s podporniki, med katerimi je bil tudi Štefanov svak in kancler Aleksa, usmrčen. Z Aronovo smrtjo so postale grožnje s strani Matije Korvina manj nevarne in Štefan se je začel z njim pogajati.

## Bojevanje s sultanom Mehmedom II.
Turki so vse bolj pritiskali na Štefana, naj jim izroči trdnjavi Kilijo in Cetatea Albo (danes Bilgorod-Dnistrovski v Ukrajini). Štefan je odgovoril tako, da jim leta 1473 ni plačal davka. Že prej je navezal prijateljski stik z Uzun Hasanom, vladarjem plemen Ak Kojunlu (belih ovc). Izkoristil je vojno med Mehmedom II. in Uzun Hasanom v Anatoliji in napadel Vlaško. V tridnevni bitki (18.-20. novembra 1473) je premagal vlaško vojsko pri kraju Râmnicu Sărat, zasedel Bukarešto in na vlaški prestol postavil svojega pristaša Basaraba III. A že pred koncem leta je Radu III. s turško pomočjo ponovno zavzel Vlaško.
Potem ko se je to še kar ponavljalo je Mehmed II. pozno leta 1474 s 120.000 možmi in ob podpori Vlahov vdrl v Moldavijo. Štefana so podprli Poljaki in Ogri, a razmerje moči je bilo vendarle 3:1 v korist napadalcev. Štefan je bil prisiljen umikati se. 10. januarja 1475 pa je prišlo v bitki pri Podul Înalt (pomeni Visoki most) blizu kraja Vaslui do preobrata. Štefan je izpeljal prevaro z rogovi, ki je Turke pognala v brezglavi beg, tako da so jih, bežeče, Moldavci še tri dni zasledovali in pobijali. Dogodek se je iztekel v eno največjih zmag nad Turki. Zmago je opazila vsa Evropa. Papež Sikst IV. je Štefana pohvalil. Ko pa je Štefan prosil za pomoč v boju proti Turkom, ni dobil ničesar. Papeža ni prepričalo niti prigovarjanje Benečanov (ki so se tudi borili proti Turkom), naj raje podpira Štefana kot Matijo Korvina.
V tem času je Štefanov svak Aleksander na čelu moldavskih čet zavzel kneževino Teodoro na Krimu, a so jo Turki kmalu spet zavzeli nazaj in Aleksandra in njegove pristaše usmrtili.
Ker je vlaški knez Basarab III. ob napadu na Moldavijo sodeloval s Turki, sta se Štefan in Matija Korvin povezala in sklenila, da ga bosta na vlaškem prestolu zamenjala z Vladom III. Tepešom, ki je že 13 let tičal v ogrskem ujetništvu; tako sta za vedno nameravala končati spore med Moldavijo in Vlaško. Vendar Korvin ob prvem napadu (poleti 1475) Štefana z vojsko ni podprl.
Leta 1476 je Mehmed II. pripravil napad na Moldavijo. Na sultanov ukaz so za uvod v Moldavijo vdrli krimski Tatari, a Štefan jih je s svojo vojsko zaustavil. Povezal se je s Tatari Zlate horde, da so vdrli na Krim in Krimski Tatari so se morali vrniti branit svoj dom. Junija je sultan osebno popeljal vojsko proti Štefanu, ki so mu pomagale ogrske čete. Štefan je uporabil strategijo požgana zemlja, a se spopadu ni mogel izogniti. V Bitki pri kraju Valea Albă (v komuni Războieni, 26. julija 1476) je bil poražen, tako da je moral poiskati zatočišče na Poljskem. Vendar turška vojska ni mogla zavzeti trdnjav Suceava in Neamț. Težave z oskrbo in izbruh kolere v turškem taboru so jo prisilili, da je zapustila Moldavijo, kar je Štefanu omogočilo vrnitev.
Novembra 1476 sta Štefan z moldavsko in Vlad III. z ogrsko vojsko vdrla v Vlaško in Vlad III. je na vlaškem prestolu zamenjal Basaraba III. A že januarja 1477 so Turki prihrumeli nad Vlaško, jo zavzeli in masakrirali Vlada III. in njegove pristaše. Na vlaški prestol so spet postavili Basaraba III. Kmalu pa je spet napadel Štefan in na prestol postavil Basaraba IV.
Štefan je po diplomatski poti ponovno poskušal dobiti pomoč evropskih kristjanov. Da bi pri njih okrepil svojo verodostojnost, je 22. januarja 1479 ponovno podpisal pogodbo s Poljaki, v kateri se je zavezal, da bo osebno prisegel zvestobo Kazimirju IV., v Evropi zelo spoštovanemu vladarju, če bo ta to zahteval. A prav tedaj so Benečani s Turki sklenili mir. Aprila so to storili tudi Ogri in Poljaki. Ko se je še Basarab IV. priklonil sultanu, ni Štefanu preostalo drugega, kot da se s Turki pobota. Maja 1480 jim je obljubil, da bo spet plačeval davek. Kljub temu je še enkrat poskušal postaviti na vlaški prestol svojega človeka, to pot nekega Mircea (ki bi lahko bil Štefanov sin), a mu ni uspelo.

## Bojevanje s sultanom Bajazidom II.
Leta 1481 je umrl sultan Mehmed II. Spor med njegovima sinovoma, Bajazidom in Cemom je Štefanu omogočil, da je junija vdrl v Vlaško, pri kraju Râmnicu Vâlcea premagal Basaraba IV. in na prestol postavil Vlada Meniha, polbrata Vlada III. A se je Basarab IV. s pomočjo Turkov spet vrnil na prestol.
Tedaj je Štefan še zadnjič poskusil, da bi si zagotovil vpliv na Vlaškem. S svojo vojsko je premagal Basaraba IV., ki je v boju padel. Toda Vlad Menih, ki je spet prišel na prestol, je bil kmalu prisiljen sprejeti sultanovo suverenost. Štefan, ki je pričakoval turški napad, je utrdil trdnjave na meji z Vlaško in se povezal z Ivanom III. Ruskim.
Leta 1483 se je Moldavije lotil novi sultan Bajazid II. Oktobra je z Matijo Korvinom podpisal petletni mir in naslednje leto vdrl v Moldavijo. Zavzel je trdnjavo Kilijo (14./15. julija 1484), njegov vazal, krimski kan Mengli I. Geraj pa Cetatea Albo (3. avgusta 1484). Bajazid je zapustil Moldavijo šele, ko se mu je prišel Štefan osebno priklonit, kar za deželo ni imelo velikih posledic. Izguba dveh pomembnih pristanišč pa je Moldaviji odvzela nadzor nad trgovskimi potmi, ki so jih odtlej nadzorovali Turki. Matija Korvin se je čutil nekoliko krivega, ker Štefanu ni pomagal braniti pristanišč (s sultanom je imel podpisan mir) in mu je kot odškodnino prostovoljno prepustil območji v Transilvaniji, Ciceu in Cetatea de Baltă.
Izguba nadzora nad trgovsko potjo, ki je vodila po Dnestru v Črno morje, je prizadela tudi Poljsko. 12. septembra 1485 sta se v Kolomiji ob Prutu sestala poljski kralj in moldavski knez in obnovila svojo zvezo. Štefan je Kazimirju prisegel zvestobo (kolomijska prisega), ta pa je Štefanu jamčil, da brez Štefanovega pristanka ne bo priznal turške oblasti v Kiliji in Cetatea Albi. Med tem, ko je bil Štefan na Poljskem, so Turki vdrli v Moldavijo, da bi na moldavski prestol postavili Petra Hronoda. Ko se je Štefan vrnil v Moldavijo, je s poljsko pomočjo v bližini Kilije premagal napadalce (bitka pri Cătlăbugi, 16. novembra 1485). Marca 1486 se je ponovno spopadel s Turki pri Șcheji blizu Suceave, vendar ni mogel zavzeti Kilije in Cetatea Albe. Podpisal je triletni mir s Porto in ji obljubil plačevanje davka.

## Spopad s Poljsko
Leta 1489 je Poljska sklenila mirovni sporazum s Turčijo in v njem brez Štefanovega pristanka priznala izgubo Kilije in Cetatea Albe. Štefan je imel to za kršitev pogodbe iz leta 1485. Namesto da bi potrdil pogodbo, je priznal suverenost Matije Korvina. A ta je 6. aprila 1490 umrl. Ogrski plemiči so na njegovo mesto izvolili sina Kazimirja IV., Vladislava (ki je že bil češki kralj in je sedaj postal tudi ogrski kralj Vladislav II.). Podprl ga je tudi Štefan in se tako zameril njegovemu mlajšemu bratu Ivanu Albertu, ki se je tudi potegoval za ogrski prestol.
Leta 1492 je umrl Kazimir IV. Na Poljskem ga je nasledil sin Ivan Albert, v Litvi sin Aleksander. Turška nevarnost je prisilila dotlej sprte brate, da so se aprila 1494 v Levoči pobotali in pripravili načrt za križarski pohod, ki naj bi osvobodil Kilijo in Cetatea Albo. Štefan je pohodu nasprotoval, ker je sumil, da je glavni namen Ivana Alberta, kot suverena Moldavije, da ga zamenja s svojim najmlajšim bratom Sigismundom. Štefan je s pomočjo ruskega carja Ivana III. prepričal Aleksandra, da se pohodu ni pridružil. Kljub Štefanovemu nasprotovanju je vojska Ivana Alberta avgusta 1497 prestopila moldavsko mejo. Sultan je Štefanu poslal na pomoč 500 do 600 janičarjev, ki so se v mestu Roman priključili Štefanovi vojski. Štefan je poslal svojega kanclerja Isaca k Ivanu Albertu z zahtevo, da svojo vojsko umakne iz Moldavije, toda Ivan Albert je dal Isaca zapreti. 24. septembra so Poljaki začeli oblegati Suceavo. V poljskem taboru je izbruhnila kuga in po enem mesecu so morali Poljaki obleganje opustiti. Štefan je poljski vojski na povratku skozi Bukovino v soteski pripravil zasedo (25./26. oktobra) in jo skoraj uničil. Verjetno je podpiral tudi ropanja, ki so jih na Poljskem v naslednjih mesecih izvajale neregularne turške, tatarske in moldavske tolpe. Leta 1498 je Moldaviji ponovno priključil Pokutijo.

## Zadnja leta
Po letu 1498 je Štefanovo zdravje pešalo in oblast je neopazno postopoma prešla v roke skupine Štefanu bližnjih sodelavcev, med katerimi sta bila Luca Arbore in Ioan Tăutu. Štefanov sin in sovladar Bogdan III. je prevzel knežje odgovornosti. S Poljaki so sklenili mir, ki ga je Štefan ratificiral leta 1499 v Hârlăuu; z mirom je prenehala poljska suverenost nad Moldavijo. Sovražni odnosi s Poljsko pa so se nadaljevali tudi potem, ko je po smrti Ivana Alberta na Poljskem zavladal njegov mlajši brat Aleksander (1501).
Leta 1500 je Štefan Turkom ponovno nehal plačevati davek. Njegova vojska je spet poskušala zavzeti Kilijo in Cetatea Albo, a ni uspela. Beneški dož Agostino Barbarigo je na Štefanovo prošnjjo poslal v Moldavijo zdravnika Mattea Muriana. Štefan je zdravnika preživel, a kmalu za njim umrl. Pokopan je v samostanu Putna.

## Družina
Ženska z imenom Mărușca (ali Mărica) je bila verjetno mati Štefanovega prvega priznanega sina, Aleksandra († 1496). ). Zgodovinar Ioan-Aurel Pop opisuje Maruško kot Štefanovo prvo ženo, a drugi zgodovinarji imajo legitimnost te zveze za negotovo.
Leta 1463 se je Štefan poročil z Evdokijo Kijevsko († 1467), ki je bila najverjetneje mati Štefanovih sinov Bogdana († 1479) in Petra († 1480).
Druga (ali tretja) Štefanova žena je bila Marija Mangupska († 1477), verjetno hči ene vodilnih plemiških rodbin v krimski kneževini Teodoro.
Tretja (ali četrta) žena je bila Maria Voichița († 1511), hči vlaškega kneza Raduja III., mati Štefanovega neposrednega naslednika Bogdana III. in hčere imenovane Maria Cneajna.
Štefan je leta 1480 priznal za svojega prvorojenca Mirceo (potem ko je umrl njegov krušni oče), ki je bil rojen iz Štefanove zunajzakonske zveze s Călțuno Brăila, in ga poskušal postaviti na vlaški prestol.
Lokalno izročilo iz pokrajine Putna (danes Vrancea) pripisuje Štefanu številne druge zunajzakonske zveze; mnogi kmetje se imajo za potomce njegove krvi.

## Štefanovo vladanje in zapuščina
Že dolžina Štefanovega vladanje (47 let) je kneževini zagotovila notranjo stabilnost, predvsem pa njegova spretnost in iznajdljivost v balansiranju med interesi treh velikih sosed. Ogrska in Poljska sta si lastili pravico do suverenosti nad Moldavijo, Turki in njihovi vazali, Krimski Tatari, pa so si jo hoteli podrediti. Štefan se je branil z diplomacijo, pogosto je izigraval ene proti drugim, največkrat pa se je moral zanašati na sposobnost svoje vojske.
Štefan je obvladal uporne plemiče in utrdil centralistično oblast. To je dosegel tako, da se je oprl predvsem na nižje plemstvo in ustvaril vojsko, ki je po potrebi lahko štela tudi 40.000 mož. Za doseganje svojih ciljev je pogosto uporabljal stroge kazni, vključno natikanje na kol . Za delo je pogosto uporabljal ujetnike, pripeljane z vojaških pohodov. Dvorni tlačani so opravljali posebne posle.
Dobrodošli so bili svobodni naseljenci-kolonisti, ki so prihajali v deželo. V njegovem času so bile ustanovljene v Moldaviji prve armenske kolonije. Italijani, nekateri pribegli iz turškega ujetništva, so se naseljevali v mestih. Štefan je na dvoru zaposloval tuje strokovnjake. Iz verskih razlogov pa je preganjal gruzinske Armence, jude, in husite, nekateri od teh so postali podporniki Turkov.
Moldavski kroni je, bodisi z nakupi bodisi s konfiskacijo, vrnil ozemlja, ki jih je izgubila med državljansko vojno, ki se je razplamtela po smrti Aleksandra Dobrega. Po drugi strani je podeljeval zemljo cerkvi in nižjemu plemstvu kot nagrado za zasluge v boju in sodelovanje; nižji plemiči so bili glavni podporniki centralne oblasti. Svojo oblast je vzdrževali in avtoriteto krepil z neprestanimi potovanji po deželi.
Kadar je bil sovražnik, ki je vdrl v Moldavijo, premočan, je uporabljal asimetrične taktike: gverilsko taktiko, utrujanje napadalcev in izogibanje frontalnemu spopadu, dokler napadalci niso bili oslabljeni zaradi slabe preskrbe in bolezni. Kadar pa je napadal, se je gibal hitro in silil sovražnika v bitko. Obnovil je trdnjave, zgrajene v času Aleksandra Dobrega, kot so bile Hotin, Kilija, Cetatea Albă, Suceava in Târgu Neamț ter zgradil številne nove, vključno trdnjavi Tighina (Bender) ob Dnestru in Roman. Poveljnikom trdnjav je poveril tudi upravne in sodne pristojnosti, postali so pomembni stebri knežje uprave. Njihovo delo je nadzorovala centralna pisarna, armaș (prvič izpričana leta 1489). Poveljniki trdnjav so bili pogosto člani njegove rodbine.
Posadke trdnjav je sestavljal iz najemnikov, kar je v vojski zmanjševalo vlogo plemičev. Ustanovil je osebno gardo 3.000 mož, v kateri so bili sprva le armenski vojaki. Od kmetov je zahteval, da nosijo orožje za obrambo dežele. Vojaške reforme so vojaško moč vojske povečale na 40.000 mož.

### Mecen moldavske umetnosti
Štefan je pomembno zmago nad Turki pogosto obeležil z zgraditvijo cerkve ali samostana. Tako je, zlasti po letu 1487, zraslo več kot ducat zidanih cerkva in samostanov z visokimi obzidji. Razvil se je poseben moldavski arhitekturni stil, ki združuje komponente bizantinskega in gotskega stavbarstva z lokalno tradicijo; značilne so poslikave cerkva tudi na zunanjih stenah. Naročal je spominske slikarije in nagrobne kamne za prednike in sorodnike. Grobna soba v samostanu Putna je bila namenjena nekropoli Štefanove rodbine. Njegov nagrobnik je okrašen z listi akanta, ki so postali vodilni okrasni element moldavske umetnosti v naslednjih stoletjih.
Štefan je spodbujal pisanje letopisov in cerkvene literature po vzoru bizantinske literature. Kronika samostana Bistrița pripoveduje moldavsko zgodovino obdobja 1359-1506, dve verziji kronike samostana Putna pa obdobja 1359-1526. Kronike vključujejo številne verske tekste. Nekateri teksti so bogato okrašeni z miniaturami, kot so portreti Štefana v Evangeliju iz samostana Humor iz leta 1473. Moldavski stil iz samostana Neamț so povzeli ruski ilustratorji in kaligrafi.

### Narodni heroj
Štefan je bil plemič po rojstvu. Po rasti je bil zelo majhen, despotsko krut in pogosto slabe volje. Kljub temu je dobil pridevnik Veliki kmalu po smrti. O njem prepevajo balade. Ljudstvo ga ima v spominu kot zaščitnika kmetov proti gospodi in tujim osvajalcem. Svobodni kmetje so stoletja pripovedovali, da so podedovali zemljo od prednikov, ki jim jo je Štefan podelil za hrabrost v bitkah. V času prebujanja romunske nacionalnosti je postal Štefan kultna osebnost, ki se je zavzemala za zvezo Moldavcev in Vlahov. Leta 1857 so odprli njegov grob v samostanu Putna; govorilo se je o svetih kosteh iz Putne. Ljudstvo ga ima za nesmrtnega spečega junaka. Romunska pravoslavna cerkev pa ga je prezrla, ko je v 1950-tih letih kanonizirala prve romunske svetnike.